# Copa CECAFA 2015
La Copa CECAFA 2015, llamada  GOtv CECAFA Challenge Cup 2015 por razones de patrocinio, fue la 37ª edición de este torneo de fútbol a nivel de selecciones nacionales organizado por la CECAFA y que contó con la participación de 12 selecciones representantes de África Central, África Oriental y África del Sur.
En la final la Selección de Uganda venció a Ruanda en la final disputada en Adís Abeba, para ganar el torneo por cuartigésima ocasión en su historia.

## Sedes
| Adís Abeba            | Adís Abeba Awasa Bahir Dar |
| --------------------- | -------------------------- |
| Estadio de Adís Abeba | Adís Abeba Awasa Bahir Dar |
| Capacidad: 35,000     | Adís Abeba Awasa Bahir Dar |
|                       | Adís Abeba Awasa Bahir Dar |
| Bahir Dar             | Adís Abeba Awasa Bahir Dar |
| Estadio Bahir Dar     | Adís Abeba Awasa Bahir Dar |
| Capacidad: 60,000     | Adís Abeba Awasa Bahir Dar |
|                       | Adís Abeba Awasa Bahir Dar |
| Awasa                 | Adís Abeba Awasa Bahir Dar |
| Awassa Kenema Stadium | Adís Abeba Awasa Bahir Dar |
| Capacidad: 15,000     | Adís Abeba Awasa Bahir Dar |
|                       | Adís Abeba Awasa Bahir Dar |

## Participantes
Los siguientes países fueron elegidos para competir en el torneo.
| Equipos participantes | Equipos participantes | Equipos participantes | Equipos participantes |
| --------------------- | --------------------- | --------------------- | --------------------- |
| Burundi               | Etiopía               | Kenia                 | Malaui                |
| Ruanda                | Somalia               | Sudán                 | Sudán del Sur         |
| Tanzania              | Uganda                | Yibuti                | Zanzíbar              |

- Eritrea renunció debido a las tensiones políticas contra su vecina, Etiopía.
- Zambia se retiró del torneo y Malaui lo reemplazó.

## Resultados
| Colores en los Grupos                            |
| ------------------------------------------------ |
| Clasifican a los cuartos de final                |
| Posibilidad de Clasificar a los cuartos de final |
| Eliminados                                       |

## Grupo A
| Nación   | G | E | P | GF | GC | GD | Pts |
| -------- | - | - | - | -- | -- | -- | --- |
| Tanzania | 2 | 1 | 0 | 7  | 2  | +5 | 7   |
| Ruanda   | 2 | 0 | 1 | 5  | 2  | +3 | 6   |
| Etiopía  | 1 | 1 | 1 | 3  | 2  | +1 | 4   |
| Somalia  | 0 | 0 | 3 | 0  | 9  | -9 | 0   |

| Equipo 1 | Resultado | Equipo 2 |
| -------- | --------- | -------- |
| Etiopía  | 0–1       | Ruanda   |
| Somalia  | 0–4       | Tanzania |
| Ruanda   | 1–2       | Tanzania |
| Somalia  | 0–2       | Etiopía  |
| Ruanda   | 3–0       | Somalia  |
| Tanzania | 1–1       | Etiopía  |

## Grupo B
| Nación   | G | E | P | GF | GC | GD | Pts |
| -------- | - | - | - | -- | -- | -- | --- |
| Uganda   | 2 | 0 | 1 | 5  | 2  | +3 | 6   |
| Kenia    | 1 | 1 | 1 | 4  | 4  | 0  | 4   |
| Burundi  | 1 | 1 | 1 | 2  | 2  | 0  | 4   |
| Zanzíbar | 1 | 0 | 2 | 1  | 8  | -7 | 3   |

| Equipo 1 | Resultado | Equipo 2 |
| -------- | --------- | -------- |
| Burundi  | 1–0       | Zanzíbar |
| Kenia    | 2–0       | Uganda   |
| Zanzíbar | 0–4       | Uganda   |
| Kenia    | 1–1       | Burundi  |
| Zanzíbar | 3–1       | Kenia    |
| Uganda   | 1–0       | Burundi  |

## Grupo C
| Nación        | G | E | P | GF | GC | GD | Pts |
| ------------- | - | - | - | -- | -- | -- | --- |
| Sudán del Sur | 2 | 1 | 0 | 4  | 0  | +4 | 7   |
| Malaui        | 2 | 0 | 1 | 5  | 3  | +2 | 6   |
| Sudán         | 1 | 1 | 1 | 5  | 2  | +3 | 4   |
| Yibuti        | 0 | 0 | 3 | 0  | 9  | -9 | 0   |

| Equipo 1      | Resultado | Equipo 2 |
| ------------- | --------- | -------- |
| Sudán del Sur | 2–0       | Yibuti   |
| Sudán         | 1–2       | Malaui   |
| Malaui        | 3–0       | Yibuti   |
| Sudán del Sur | 0–0       | Sudán    |
| Sudán del Sur | 2–0       | Malaui   |
| Yibuti        | 0–4       | Sudán    |

### Clasificación de los Terceros Lugares
Así como los dos mejores equipos de cada grupo, los dos mejores terceros lugares de cada grupo clasificaron a los cuartos de final.
| Nación  | G | E | P | GF | GC | GD | Pts |
| ------- | - | - | - | -- | -- | -- | --- |
| Sudán   | 1 | 1 | 1 | 5  | 2  | +3 | 4   |
| Etiopía | 1 | 1 | 1 | 3  | 2  | +1 | 4   |
| Burundi | 1 | 1 | 1 | 3  | 2  | +1 | 4   |

## Ronda final

### Cuartos de final
| Equipo 1      | Resultado      | Equipo 2 |
| ------------- | -------------- | -------- |
| Uganda        | 2–0            | Malaui   |
| Tanzania      | 1–1 (3–4 pen.) | Etiopía  |
| Sudán del Sur | 0–0 (3–5 pen.) | Sudán    |
| Ruanda        | 0–0 (5–3 pen.) | Kenia    |

### Semifinales
| Equipo 1 | Resultado      | Equipo 2 |
| -------- | -------------- | -------- |
| Uganda   | 0–0 (5–3 pen.) | Etiopía  |
| Ruanda   | 1–1 (4–2 pen.) | Sudán    |

### Tercer lugar
| Equipo 1 | Resultado      | Equipo 2 |
| -------- | -------------- | -------- |
| Etiopía  | 1–1 (5–4 pen.) | Sudán    |

### Final
| Equipo 1 | Resultado | Equipo 2 |
| -------- | --------- | -------- |
| Uganda   | 1–0       | Ruanda   |

## Campeón
| Copa CECAFA 2015  |
| ----------------- |
| Bandera de Uganda |
| Uganda 14º Título |